# Base Aérea Little Rock
Base Aérea de Little Rock (IATA: LRF, ICAO: KLRF, FAA LID: LRF) é uma base da Força Aérea dos Estados Unidos localizada a aproximadamente a 27 km (17 mi) a nordeste de Little Rock, Arkansas.
Little Rock AFB é a principal base de treinamento C-130 Hercules para o Departamento de Defesa, treinando pilotos C-130, navegadores, engenheiros de vôo e loadmasters de todos os ramos das forças armadas dos EUA em transporte aéreo tático e entrega aérea. É o lar das aeronaves C-130H e C-130J, bem como do Centro de Excelência C-130 (ou seja, escolas para tripulações C-130H e C-130J).
A unidade anfitriã em Little Rock AFB é a 19ª Ala de Transporte Aéreo (19 AW), designada para a 18ª Força Aérea do Comando de Mobilidade Aérea. A ala fornece ao Departamento de Defesa a maior frota de transporte C-130 Hercules do mundo, fornecendo transporte aéreo humanitário para vítimas de desastres, bem como entregando suprimentos e tropas no centro de operações de contingência em áreas hostis.
Outras organizações em Little Rock AFB incluem a 189ª Ala de Transporte Aéreo da Guarda Aérea Nacional de Arkansas e a divisão C-130 da Escola de Armas da Força Aérea dos EUA. Todas essas organizações voam no C-130 Hercules.
A Little Rock Air Force Base é o quarto maior empregador no estado de Arkansas, com um impacto econômico local de US$ 813,6 milhões.

## História

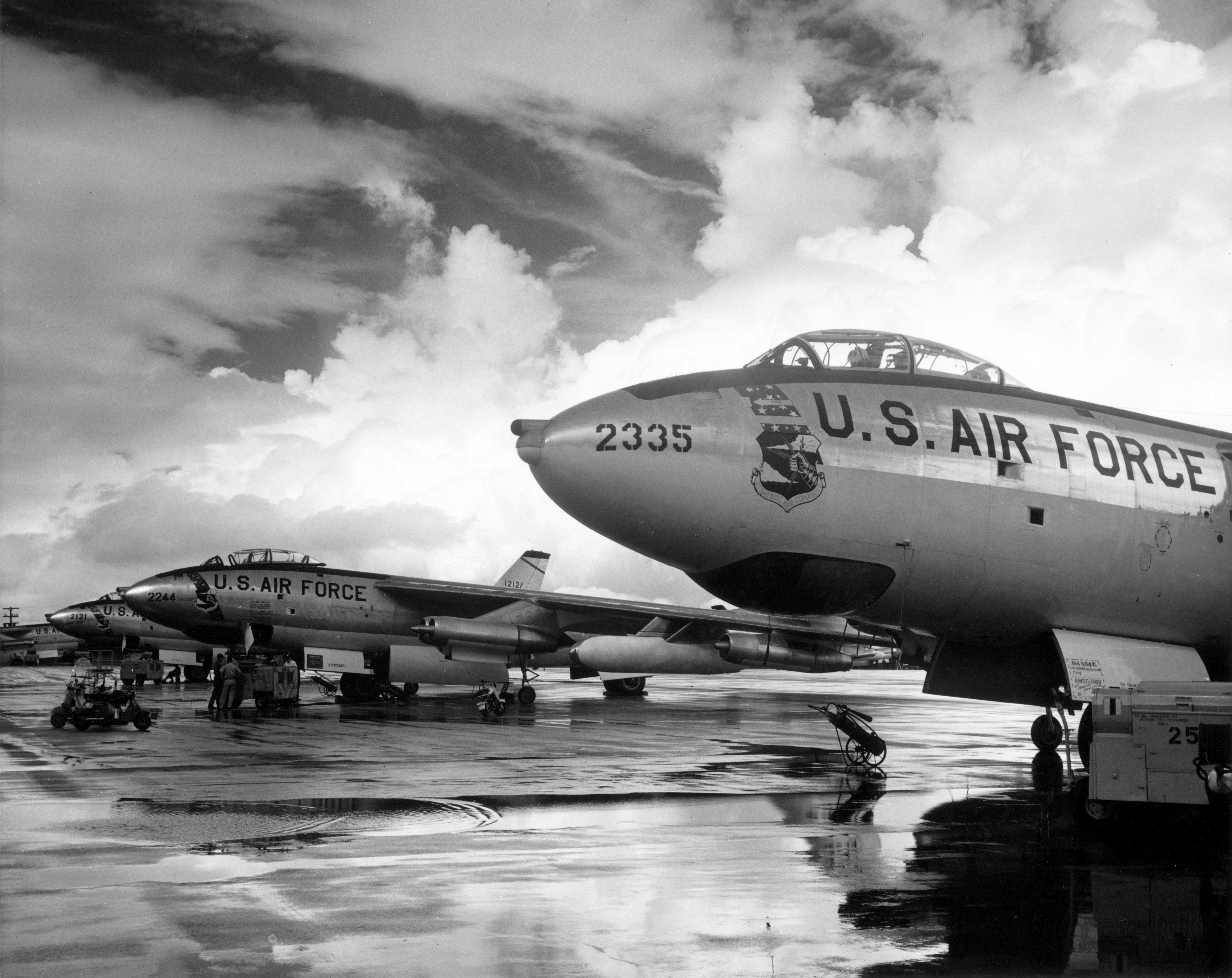
SAC B-47s na linha de vôo

A Base Aérea de Little Rock foi autorizada em 1953 e a construção começou em 6 de novembro de 1953.
A base foi inaugurada em 24 de janeiro de 1955 com 6.100 acres doados por proprietários de terras, avaliados em $ 1,2 milhão em 1952. Comunicações e vários edifícios de armazenamento, instalações JATO, iglus de artilharia, trilhos e plataforma de carregamento foram concluídos em 30 de junho de 1955, e a base foi aberta ao tráfego aéreo limitado em 9 de setembro de 1955. A instalação da sede da base foi aceita em 31 de janeiro de 1956, e todas as pistas e outras áreas operacionais de concreto foram concluídas em janeiro de 1957.
A base foi oficialmente ativada pelo Comando Aéreo Estratégico (SAC) em 1º de agosto de 1955, hospedando a 384ª Ala de Bombardeio do SAC (384 BW) voando o Boeing B-47E Stratojet, e a 70ª Ala de Reconhecimento (70 RW) voando o RB-47 Stratojet e KC-97 Stratofreighter.
Em 1960, a Força Aérea anunciou que a Base Aérea de Little Rock abrigaria 18 mísseis balísticos intercontinentais Titan II localizados em todo o estado de Arkansas. Em 1961, o 70 RW foi redesignado como a 70ª Asa de Bombardeio (Médio) e convertido para o B-47, mas foi desativado no ano seguinte antes de ser declarado pronto para o combate.
Em setembro de 1962, o 154º Esquadrão de Reconhecimento Tático da Guarda Aérea Nacional de Arkansas mudou-se para Little Rock AFB e reorganizou-se como o 189º Grupo de Reconhecimento Tático (189 TRG).
Em outubro de 1962, a 384ª Esquadrilha de Bombardeiros implantou 11 aeronaves Boeing B-47 Stratojet em aeroportos municipais civis em todo o país para fins de alerta de dispersão durante a Crise dos Mísseis de Cuba. Também em 1962, o SAC estabeleceu a 308ª Ala de Mísseis Estratégicos (308 SMW) como a organização anfitriã das operações de mísseis Titan II de Little Rock AFB, com o primeiro dos mísseis Titan II instalados em um local em Searcy, Arkansas, em fevereiro de 1963.

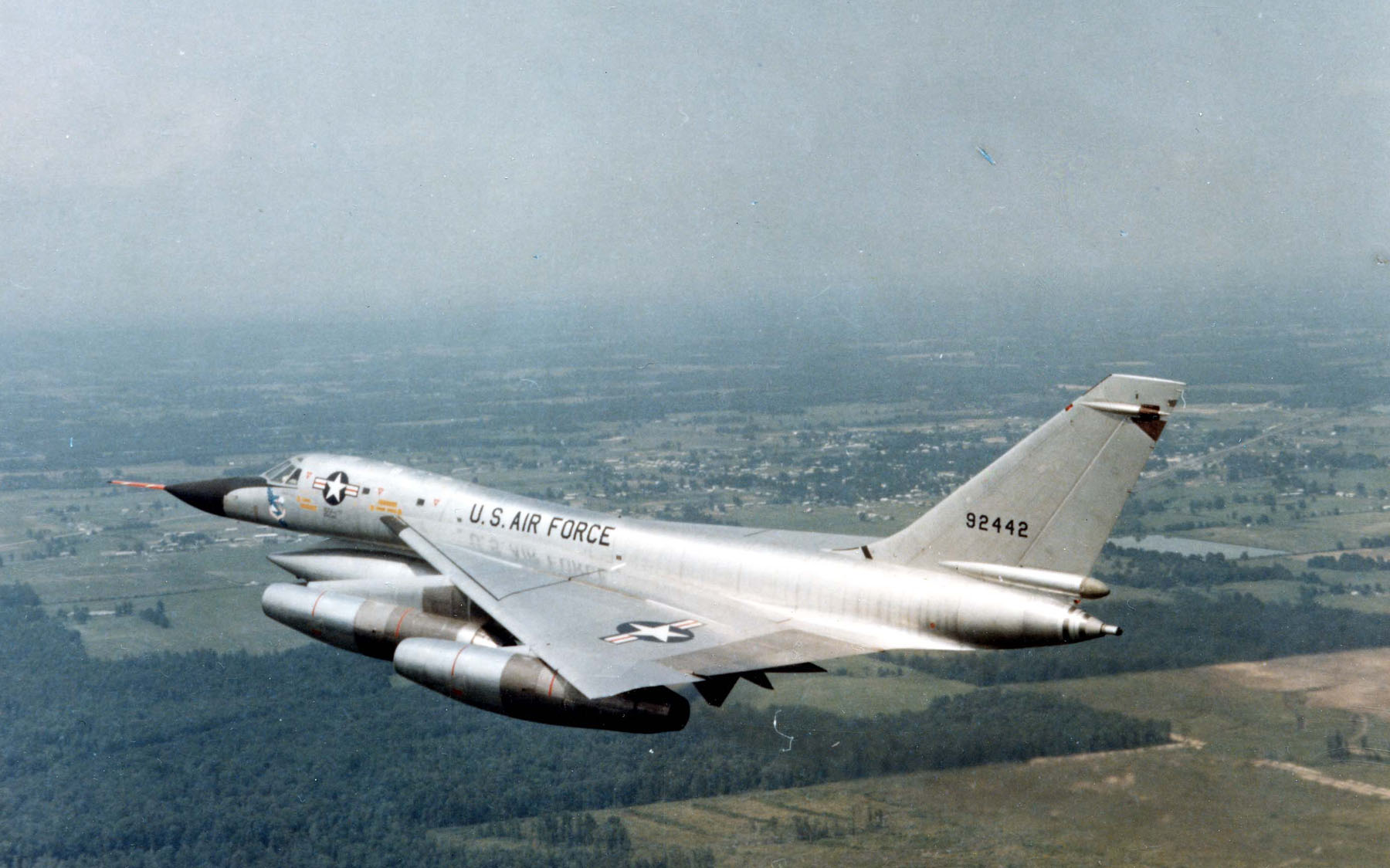
B-58A em voo, junho de 1967

Em setembro de 1964, o 384º Bomb Wing foi desativado após a retirada do B-47 do serviço de linha de frente no SAC. Nesse mesmo ano, a 43ª Asa de Bombardeio do SAC foi transferida de Carswell AFB, Texas com sua aeronave supersônica B-58 Hustler. O 43º Bomb Wing continuaria a operar em Little Rock até que os B-58 fossem retirados do serviço operacional em janeiro de 1970.
Em junho de 1965, o 189 TRG de Little Rock tornou-se a primeira unidade da Guarda Aérea Nacional a operar o RF-101 Voodoo e, em dezembro, assumiu a missão da Unidade de Treinamento de Substituição RF-101 (RTU) para toda a Força Aérea. No mesmo ano, a base e as unidades voadoras associadas também participaram de vários esforços de socorro, como um tornado que atingiu Conway, Arkansas em abril e o furacão Betsy na Louisiana em setembro.
Na década de 1970 a base passou por mudanças significativas, com a chegada da primeira aeronave C-130 Hercules em março de 1970. Em 31 de março de 1970, a Base da Força Aérea de Little Rock foi oficialmente transferida do SAC para o Comando Aéreo Tático (TAC), com a 314ª Ala de Transporte Aéreo Tático do TAC (314 TAW) assumindo as responsabilidades da ala anfitriã. Embora o 308 SMW do SAC e seus ICBMs Titan II continuassem a ser um inquilino importante, a missão principal da base tornou-se operações e treinamento de transporte aéreo tático C-130, com dois esquadrões operacionais C-130 designados e dois esquadrões de treinamento C-130 designados. Em 1974, após a alienação da aeronave de transporte aéreo tático C-130 do TAC, tanto o 314 TAW quanto o Little Rock AFB foram transferidos do controle do TAC para o Comando de Transporte Aéreo Militar (MAC).
Em 1º de janeiro de 1976, o 189 TRG foi transferido de uma unidade adquirida pelo TAC para uma unidade adquirida pelo SAC quando se converteu no KC-135 Stratotanker e foi redesignado como 189º Grupo de Reabastecimento Aéreo (189 ARG), tornando-se um dos primeiros Air National Unidades de guarda a serem designadas ao Comando Aéreo Estratégico com um requisito concomitante para manter uma força de alerta 24 horas em Little Rock, bem como desdobramentos para apoiar forças-tarefa de petroleiros em todo o mundo.

### incidente de Damasco
Em 18 de setembro de 1980, um aviador conduzindo a manutenção de um míssil USAF Titan II no Complexo de Lançamento 374-7 da Base Aérea de Little Rock em Southside (Condado de Van Buren), ao norte de Damasco, Arkansas, deixou cair um soquete que caiu impactando o primeiro foguete tanque de combustível do estágio, resultando em um vazamento. Em resposta, evacuações foram feitas na área. O vazamento de combustível explodiu em 19 de setembro. A força da explosão resultou na ogiva nuclear W53 sendo arremessada cerca de 100 ft (30 m) do portão de entrada do complexo de lançamento; seus recursos de segurança funcionaram corretamente e evitaram qualquer perda de material radioativo. Um aviador da Força Aérea foi morto e o complexo de lançamento foi destruído.

### Anos recentes
Em 1º de outubro de 1986, o 189 ARG viu mais uma mudança de missão quando foi redesignado como o 189º Grupo de Transporte Aéreo Tático (189 TAG) e convertido para a aeronave C-130, com transferência de reivindicação operacional para o MAC.

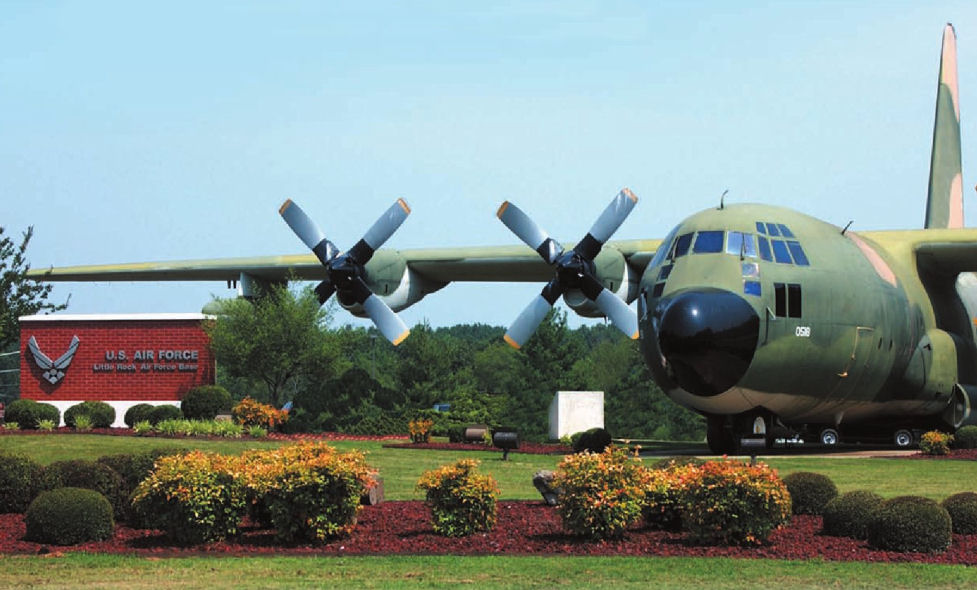
Entrada principal, Little Rock AFB

Durante a Guerra do Golfo de 1991, os dois esquadrões C-130 operacionais do 314 TAW e o esquadrão C-130 do 189 TAG apoiaram as operações do Oriente Médio e dos teatros europeus. Mais tarde naquele ano, a 314ª Ala de Transporte Aéreo Tático foi redesignada como 314ª Ala de Transporte Aéreo (314 AW) e, após a desativação do MAC em 1992, a base e o 314 AW foram transferidos para o novo Comando de Mobilidade Aérea (AMC). O 189 TAG também foi redesignado como o 189th Airlift Group (189 AG) no mesmo ano, seguido pela redesignação como 189th Airlift Wing (189 AW) em 1995.
Em 1993, a base e o 314 AW foram transferidos para o Comando de Combate Aéreo (ACC), como parte da decisão da Força Aérea dos EUA de transferir os C-130 continentais baseados nos EUA de AMC para ACC. Em 1997, a Força Aérea dos EUA reverteu essa decisão, devolvendo a maior parte do transporte aéreo C-130 à reivindicação da AMC. No entanto, dada a missão de treinamento primário do 314 AW como a Unidade de Treinamento Formal (FTU) para C-130s, a base e o 314 AW foram transferidos para o Air Education and Training Command ( AETC ), e os dois operacionais regulares da Força Aérea C -130 esquadrões foram organizados no 463d Airlift Group, uma unidade AMC.
De meados da década de 1990 até o final da década de 1990, o 314 AW e o 463 AG apoiaram a guerra aérea sobre a Sérvia e, desde os ataques de 11 de setembro de 2001, o 463 AG apoiou a Operação Enduring Freedom e a Operação Iraqi Freedom até que o 463 AG foi inativado em 1º de outubro de 2008.

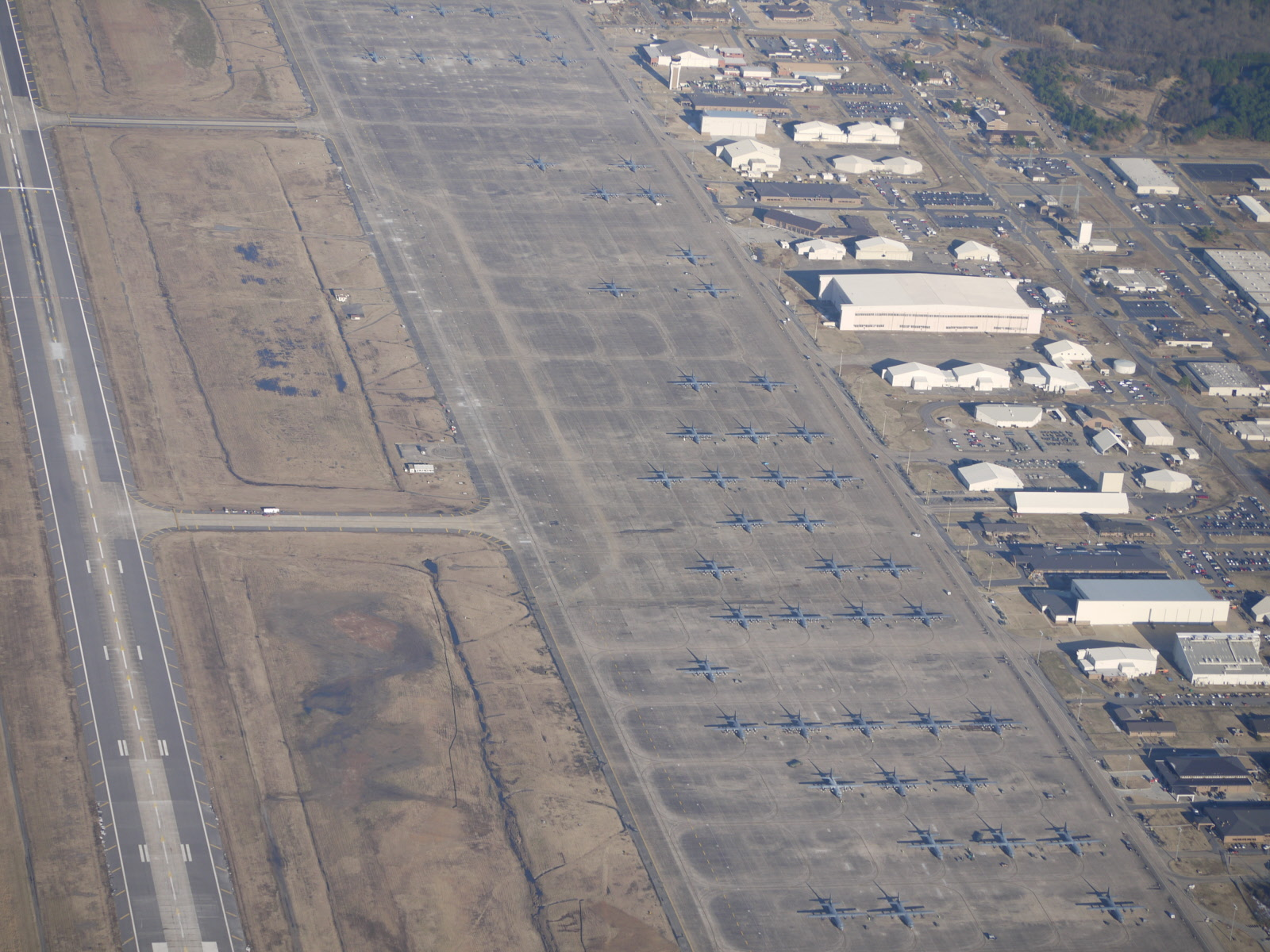
Base Aérea de Little Rock, fevereiro de 2010

Em seus 50 anos de história, a Base Aérea de Little Rock foi operada por seis Comandos Principais da Força Aérea (MAJCOMs): SAC, TAC, MAC, AMC, ACC e AETC. Estes representam todos os MAJCOM possíveis para os quais uma base aérea operacional baseada nos EUA poderia ter sido designada, exceto o antigo Comando de Defesa Aérea / Comando de Defesa Aeroespacial (ADC), Comando de Sistemas da Força Aérea (AFSC) e o atual Comando de Ataque Global da Força Aérea ( AFGSC).
Em 2012, a primeira-dama Michelle Obama visitou a base de Little Rock para marcar o segundo aniversário da iniciativa Let's Move.

### Principais comandos aos quais atribuídos
- Comando Aéreo Estratégico, 1 de fevereiro de 1955
- Comando Aéreo Tático, 1º de abril de 1970
- Comando de Transporte Aéreo Militar, 1 de dezembro de 1974
- Comando de Mobilidade Aérea, 1º de junho de 1992 – 1º de julho de 1993; 1 de abril de 1997 - presente

Anexado a: Air Education and Training Command, 1 de abril de 1997 - presente
- Comando de Combate Aéreo, 1º de julho de 1993 - 1º de abril de 1997

### Principais unidades atribuídas
| - 70th Strategic Reconnaissance Wing, 24 .janeiro 1955 – 25 outubro 1961 Redesignated: 70th Bombardment Wing, 25 outubro 1961 – 25 June 1962 - 384th Bombardment Wing, 1 August 1955 – 1 setembro 1965 - 825th Air Division, 1 August 1955 – 1 Junho 1962 Redesignated: 825 Strategic Aerospace Division, 1 Junho 1962 – 1 abril 1970 - 308th Strategic Missile Wing, 1 abril 1962 – 18 Agosto 1987 - 189th Airlift Wing (various designations), 1 outubro 1962 – presente - 43d Bombardment Wing, 1 setembro 1964 – 31 .janeiro 1970 - 64th Tactical Airlift Wing, 9 março 1970 – 30 May 1971 | - 314th Tactical Airlift Wing, 1 abril 1971 – 1974 Redesignated: 314th Military Airlift Wing, 1974 – 1991 Redesignated: 314th Airlift Wing, 1991 – presente - 834th Airlift Division, 1 .janeiro 1972 – 31 Dezembro 1974 - 34th Tactical Airlift Training Group, 15 setembro 1978 – 1 Dezembro 1991 - 463d Airlift Group, 1 abril 1997 – 1 outubro 2008 - United States Air Force Mobility Weapons School, 3 Fevereiro 2003 – presente - 19th Airlift Wing, 1 outubro 2008 – presente - 913th Airlift Group, 13 Julho 2014 – presente |

### Aeronave designada (Comando Aéreo Estratégico)
- Boeing B-47 Stratojet (bombardeiro)
- Convair B-58 Hustler (bombardeiro supersônico)
- Boeing KC-97 Stratofreighter (avião de reabastecimento aéreo)
- Boeing KC-135 Stratotanker (avião de reabastecimento aéreo)

## Função e operações

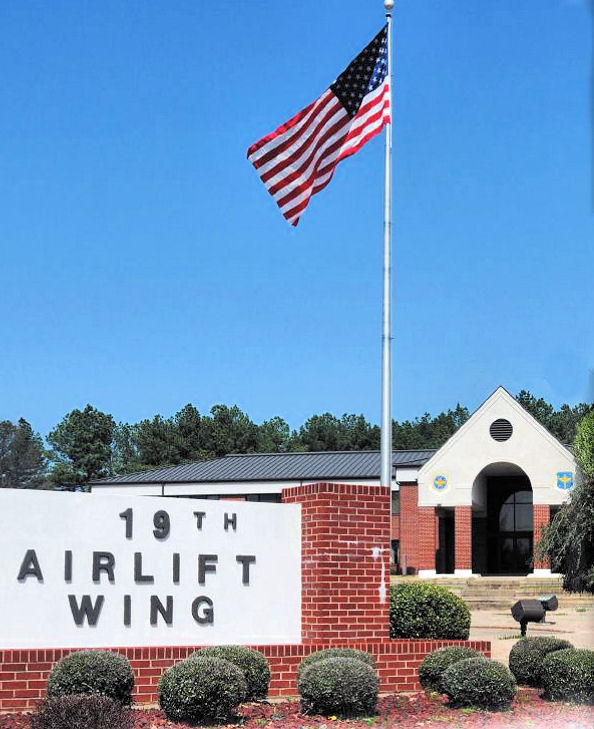
Edifício-sede da 19ª Ala de Transporte Aéreo

A Base Aérea de Little Rock é a casa da 19ª Ala de Transporte Aéreo, a unidade anfitriã. Há também duas grandes unidades associadas localizadas aqui, a 314ª Ala de Transporte Aéreo se reporta ao Comando de Treinamento e Educação Aérea, e a divisão C-130 da Escola de Armas da Força Aérea dos EUA se reporta ao Comando de Combate Aéreo. Além disso, a 189ª Ala de Transporte Aéreo da Guarda Aérea Nacional de Arkansas está localizada aqui. O 189º AW também se reporta ao Comando de Treinamento e Educação Aérea.

### 19ª Ala de Transporte Aéreo
- 19º Grupo de Operações

Fornece e sustenta comandos de combate com entrega aérea de combate de teatro precisa e responsiva. O grupo treina e desenvolve aviadores para liderar a Força Aérea e inova e molda futuras opções de entrega aérea de combate. O 19º Grupo de Operações é composto por dois esquadrões voadores - o 41º e o 61º Esquadrões de Transporte Aéreo. O 41º é o primeiro esquadrão C-130J pronto para combate da Força Aérea. Esses esquadrões estão operacionais e implantados em todo o mundo.
- 19º Grupo de Apoio à Missão

O 19º Grupo de Apoio à Missão abrange as funções de apoio e logística da base. O grupo inclui os esquadrões de contratação, engenharia civil, comunicações, forças de segurança, apoio de força e prontidão logística.
- 19º Grupo de Manutenção

Implanta e treina mantenedores e aeronaves C-130. </link> O objetivo do 19º Grupo de Manutenção ao completar essa missão é implantar aeronaves de transporte de combate prontas para a missão, apoiar a missão de treinamento do AETC com manutenção, gerar C-130s mantidos para executar transporte aéreo de combate, apoiar parceiros AMC com motores T-56 e desenvolver o processo de Inspeção Isócrona C-130.
- 19º Grupo Médico

O 19º Grupo Médico oferece clínicas de medicina familiar, pediátrica e de voo que fornecerão a maior parte dos cuidados. O 19º Grupo Médico também tem saúde da mulher, fisioterapia, optometria, habilidades para a vida e clínicas odontológicas, juntamente com uma gama completa de serviços de diagnóstico e programas de prevenção. Para serviços médicos especializados não disponíveis nas instalações médicas imediatas, o 19º fez parceria com médicos e hospitais da região. </link> 
- 314ª Ala de Transporte Aéreo

Reportando-se diretamente à Décima Nona Força Aérea na Base Aérea de Randolph, Texas, a 314ª Ala de Transporte Aéreo é composta por um esquadrão voador C-130 - o 62º Esquadrão de Transporte Aéreo. É a principal base de treinamento do C-130 no Departamento de Defesa, treinando tripulantes do C-130 de todos os ramos do serviço e da Guarda Costeira dos EUA.
- 314º Grupo de Operações

O 314º Grupo de Operações é uma equipe unida de diversos profissionais  fornecendo o melhor treinamento, suporte de poder aéreo e experiência funcional para a missão da 314ª Ala de Transporte Aéreo por meio de compromisso pessoal com a excelência. </link> A missão do 314º Grupo de Operações é treinar </link>, combater tripulações capazes de sustentar operações de transporte aéreo global. A visão do 314º Grupo de Operações é desenvolver líderes de combate de todos os níveis, apoiar o combatente e desenvolver os principais centros de excelência C-130 e C-21 do mundo.
- 314º Grupo de Manutenção

O 314º Grupo de Manutenção fornece suporte direto para as forças de missão primária da ala, um grupo operacional AMC e a Escola de Armas de Mobilidade. A missão do grupo inclui produção direta de surtidas, suporte a equipamentos de aeronaves, manutenção preventiva e inspeções de aeronaves, reparo de componentes, treinamento de manutenção e saúde da gestão da frota. A declaração de missão do grupo é: "Apoiar a Força Aérea dos Estados Unidos e a comunidade C-130 mundial, fornecendo a manutenção de aeronaves da mais alta qualidade para qualificação inicial e treinamento contínuo da tripulação". O grupo é composto por um elemento de estado-maior de comando e dois esquadrões de reporte; 314º Esquadrão de Operações de Manutenção e 314º Esquadrão de Manutenção de Aeronaves.

### Operações da Guarda Nacional Aérea e da Reserva Aérea
- 189ª Ala de Transporte Aéreo (Arkansas ANG)

A 189ª Ala de Transporte Aéreo da Guarda Aérea Nacional de Arkansas está localizada na Base da Força Aérea de Little Rock e está alinhada na organização de ala de combate padrão com a equipe do 189º AW, 189º Grupo de Operações, 189º Grupo de Manutenção, 189º Grupo de Apoio à Missão e o 189º Grupo Médico. A ala fornece suporte a cinco unidades geograficamente separadas: o quartel-general da Guarda Aérea Nacional de Arkansas, o 123º Esquadrão de Inteligência e o 154º Vôo Meteorológico em Little Rock AFB, o 223º Esquadrão de Comunicações de Combate em Hot Springs, Arkansas, e o Centro de Treinamento de Pontaria da Guarda Nacional em Acampamento Joseph T. Robinson em North Little Rock, Arkansas.
- 913º Grupo de Transporte Aéreo (Comando de Reserva da Força Aérea)

O 913º Grupo de Transporte Aéreo faz parte da 22ª Força Aérea, Comando de Reserva da Força Aérea. O grupo começou como o 22º Destacamento da Força Aérea 1, ativado em outubro de 2010. O destacamento foi redesignado como 913º Grupo de Transporte Aéreo em 13 de julho de 2014. O grupo fornece capacidade de transporte aéreo de combate C-130J em escala mundial, tornando-se um associado de reserva da 19ª Ala de Transporte Aéreo, Little Rock AFB, Ark., em dezembro de 2015. A missão do 913º é "Treinar, preparar e apoiar o melhor aviador guerreiro do mundo para projetar transporte aéreo tático dominante e responsivo globalmente". Além disso, o 913th Airlift Group possui ampla capacidade de alcance global, capaz de realizar uma série de missões operacionais.
- 96º APS (Comando de Reserva da Força Aérea)

A Base da Força Aérea de Little Rock também abriga o 96º Esquadrão Aéreo Portuário, também conhecido como "Combat Hogs", atribuído ao 913º Grupo de Transporte Aéreo. Estabelecido em 1975, o pessoal autorizado 142 é um dos esquadrões portuários aéreos mais reconhecidos no AFRC (Comando de Reserva da Força Aérea). A 96ª suplementa a 19ª anualmente para preenchimento de vagas decorrentes de seus compromissos com a AEF (Força Expedicionária Aeroespacial). A missão do porto aéreo é fornecer aviadores cidadãos para defender os Estados Unidos e proteger seus interesses por meio do espaço aéreo e do poder e preparar indivíduos qualificados para implantar e realizar operações portuárias aéreas em qualquer lugar, a qualquer momento, em apoio às operações de transporte aéreo global da Força Aérea.

## Unidades baseadas
Unidades voadoras e não voadoras notáveis baseadas na Base Aérea de Little Rock.
Unidades marcadas como GSU são Unidades Geograficamente Separadas, que, embora baseadas em Little Rock, são subordinadas a uma unidade matriz baseada em outro local.